# Дигидрид самария
Дигидри́д сама́рия — бинарное неорганическое соединение
самария и водорода
с формулой SmH2,
чёрные или серые кристаллы.

## Получение
- Самарий реагирует с водородом при нагревании:

{\displaystyle {\mathsf {Sm+H_{2}\ {\xrightarrow {500-600^{o}C}}\ SmH_{2}}}}

## Физические свойства
Дигидрид самария образует кристаллы
кубической сингонии (гранецентрированная решётка), пространственная группа F m3m, параметры ячейки a = 0,53773 нм, Z = 4,
структура типа фторида кальция CaF2
.